# Seawolf-klass
Seawolf-klass är en amerikansk attackubåtsklass som innefattar tre fartyg. Klassen började planeras 1983 och var tänkt att ersätta Los Angeles-klassen. Från början planerades för 29 ubåtar i klassen som senare reducerades till 12 och när Kalla kriget upphörde reducerades klassen till endast tre ubåtar. Istället så är det den mindre och billigare Virginia-klassens ubåtar som kommer att ersätta Los Angeles-klassen.

## Konstruktion
Seawolf-klassen var avsedd att möta hotet från modernare och betydligt mer kraftfulla sovjetiska ubåtar som strategiska ubåtar av typen Projekt 941 Akula och attackubåtsklassen Projekt 971 Sjtjuka-B. Jämfört med den tidigare Los Angeles-klassen skulle Seawolf vara större, snabbare, tystare, dyka djupare och bära betydligt fler vapen. 

## Fartyg i klassen

### USSSeawolf(SSN-21)
Påbörjad: 25 oktober 1989, Sjösatt: 24 juni 1995, Tagen i tjänst: 19 juli 1997

USS Seawolf kölsträcktes den 25 oktober 1989 på General Dynamics Electric Boats varv i Groton och sjösattes den 24 juni 1995. Hon togs i tjänst Stillahavsflottan den 19 juli 1997.

### USSConnecticut(SSN-22)
Påbörjad: 14 september 1992, Sjösatt: 1 september 1997, Tagen i tjänst: 11 december 1998

USS Connecticut kölsträcktes den 14 september 1992 på General Dynamics Electric Boats varv i Groton och sjösattes den 1 september 1997. Hon togs i tjänst Stillahavsflottan den 11 december 1998.

### USSJimmy Carter(SSN-23)
Påbörjad: 5 december 1998, Sjösatt: 13 maj 2004, Tagen i tjänst: 19 februari 2005

USS Jimmy Carter kölsträcktes den 5 december 1998 på General Dynamics Electric Boats varv i Groton och sjösattes den 13 maj 2004. Hon fick sitt namn efter den amerikanska presidenten Jimmy Carter som inledde sin karriär som ubåtsofficer och deltog i utvecklingen av reaktorer för ubåtsbruk under ledning av Hyman G. Rickover. Hon togs i tjänst Stillahavsflottan den 19 februari 2005. Jimmy Carter är cirka 30 meter längre än sina två systerfartyg på grund av att en skrovsektion kallad Multi-Mission Platform (MMP) har lagts till. MMP-sektionen ger möjligheten att sjösätta och hämta in ROVs och SEAL-trupper, den kan även användas för att koppla in avlyssningsutrustning på fiberkablar på havsbotten.